# Lliga de Campions Femenina de la UEFA 2013-14
La Liga de Campions Femenina de la UEFA 2013-14 va ser l'edició número tretze de la competició per a equips femenins europeus de la UEFA. El VfL Wolfsburg, que va guanyar el seu primer títol a la darrera edició, el va revalidar. El altre finalista, el Tyresö FF suec, va ser el primer finalista de fora d'Alemanya o França des de la refundació de la competició a la temporada 09/10. La final va ser el seu penúltim partit a l'elit, ja que va sufrir un descens administratiu por després.
La final es va jugar al Estádio do Restelo de Lisboa, i va ser amb set la final amb més gols de la història de la competició, sense contar el global de les finals a dos partits (02/03-08/09).

## Fase prèvia
| Grup A             | Grup A | Grup B               | Grup B | Grup C                | Grup C | Grup D            | Grup D |
| ------------------ | ------ | -------------------- | ------ | --------------------- | ------ | ----------------- | ------ |
| Konak Belediyespor | 9      | Spartak Subotica     | 9      | MTK Budapest          | 9      | FC Zürich         | 9      |
| SFK Sarajevo       | 6      | Olimpia Cluj         | 6      | Zhytlobud Kharkiv     | 6      | Atlético Ouriense | 4      |
| NSA Sofia          | 3      | Gintra Universitetas | 3      | Raheny United         | 3      | Ekonomist Niksic  | 2      |
| Cardiff City       | 0      | Liepajas Metalurgs   | 0      | Newtownabbey Strikers | 0      | KI Klaksvík       | 1      |
| Grup E             | Grup E | Grup F               | Grup F | Grup G                | Grup G | Grup H            | Grup H |
| Unia Racibórz      | 7      | PK-35 Vantaa         | 7      | Apollon Limassol      | 9      | Glasgow City      | 9      |
| ZNK Pomurje        | 6      | Pärnu JK             | 7      | Union Nove Zamký      | 4      | FC Twente         | 6      |
| FK Bobruishanka    | 4      | PAOK Tesalònica      | 3      | ASA Tel Aviv          | 4      | ZNK Osijek        | 3      |
| Ada Velipojë       | 0      | Biljanini Izvori     | 0      | Goliador Chisinau     | 0      | Birkirkara FC     | 0      |

## Eliminatòries finals
| Setzens de final   | Setzens de final | Setzens de final | Setzens de final    | Setzens de final | Setzens de final | Setzens de final | Setzens de final | Setzens de final   |
| ------------------ | ---------------- | ---------------- | ------------------- | ---------------- | ---------------- | ---------------- | ---------------- | ------------------ |
| Kairat Almaty      | 1-7              | 1-11             | Arsenal FC          |                  | Spartak Subotica | 2-4              | 1-1              | FK Rossiyanka      |
| Standard Lieja     | 2-2              | 1-3              | Glasgow City        |                  | ASV Spratzern    | 2-2              | 1-3              | Sassari Torres     |
| Thor Akureyri      | 1-2              | 1-4              | Zorky Krasnogorsk   |                  | MTK Budapest     | 0-5              | 0-6              | Turbine Potsdam    |
| PK-35 Vantaa       | 0-3              | 0-1              | Birmingham City     |                  | FC Twente        | 0-4              | 0-6              | Olympique Lyonnais |
| UPC Tavagnacco     | 3-2              | 0-2              | Fortuna Hjørring    |                  | Lillestrøm SK    | 1-3              | 0-5              | LdB Malmö          |
| Tyresö FF          | 2-1              | 0-0              | Paris Saint-Germain |                  | Pärnu JK         | 0-14             | 0-13             | VfL Wolfsburg      |
| Konak Belediyespor | 2-1              | 0-0              | Unia Racibórz       |                  | FC Barcelona     | 0-0              | 2-2              | Brøndby IF         |
| Apollon Limassol   | 1-2              | 1-1              | SV Neulengbach      |                  | FC Zürich        | 2-1              | 1-1              | Sparta Praga       |
| Vuitens de final   |                  |                  |                     |                  |                  |                  |                  |                    |
| Arsenal FC         | 3-0              | 3-2              | Glasgow City        |                  | FK Rossiyanka    | 1-0              | 0-2              | Sassari Torres     |
| Zorky Krasnogorsk  | 0-2              | 2-5              | Birmingham City     |                  | Turbine Potsdam  | 0-1              | 2-1              | Olympique Lyonnais |
| Fortuna Hjørring   | 1-2              | 0-4              | Tyresö FF           |                  | LdB Malmö        | 1-2              | 1-3              | VfL Wolfsubrg      |
| Konak Belediyespor | 0-3              | 0-3              | SV Neulengbach      |                  | FC Barcelona     | 3-0              | 3-1              | FC Zürich          |
| Quarts de final    |                  |                  |                     |                  |                  |                  |                  |                    |
| Arsenal FC         | 0-1              | 0-2              | Birmingham City     |                  | Sassari Torres   | 0-8              | 1-4              | Turbine Potsdam    |
| Tyresö FF          | 8-1              | 0-0              | SV Neulengbach      |                  | VfL Wolfsburg    | 3-0              | 2-0              | FC Barcelona       |
| Semifinals         |                  |                  |                     |                  |                  |                  |                  |                    |
| Birmingham City FC | 0-0              | 0-3              | Tyresö FF           |                  | Turbine Potsdam  | 0-0              | 2-4              | VfL Wolfsburg      |
| Final              |                  |                  |                     |                  |                  |                  |                  |                    |
|                    |                  |                  | Tyresö FF           | 3-4              | VfL Wolfsburg    |                  |                  |                    |